# Philipp Schmitt (SS-Mitglied)
Philipp Johann Adolf Schmitt (* 20. November 1902 in Bad Kissingen; † 9. August 1950 in Hoboken) war ein deutscher SS-Sturmbannführer, der im Zweiten Weltkrieg als Kommandant des Auffanglagers im belgischen Fort Breendonk und des SS-Sammellagers Mechelen tätig war. Er war die letzte Person, die in Belgien hingerichtet wurde.

## Leben
Philipp Schmitt stammt aus einer bürgerlichen Familie aus Bad Kissingen. Bis 1918 besuchte er die Mittelschule seiner Geburtsstadt, anschließend begann er eine Banklehre. 1919 schloss er sich einem bayerischen Freikorps an, in dem er seine rechtsradikale Prägung erfuhr. Von 1922 bis 1923 und 1925 bis 1930 war er Mitglied des Bundes Oberland, der sich am Hitlerputsch vom 9. November 1923 in München beteiligte. Schmitt wurde in dieser Zeit dreimal wegen Schlägereien verurteilt. Mehrere Arbeitsverhältnisse blieben von nur kurzer Dauer.
Im September 1925 trat er erstmals der NSDAP (Mitgliedsnummer 19.192) bei, bezahlte seine Mitgliedsbeiträge jedoch nur bis zum August 1926. Nach den Erfolgen von Hitlers Partei bei der Reichstagswahl 1930 wurde Schmitt erneut Parteimitglied sowie Mitglied der SA. Ende März 1932 trat er der SS (SS-Nr. 44.291) bei, wurde dort im September 1935 zum Untersturmführer und im September 1936 zum Obersturmführer befördert. Im gleichen Jahr wurde er zum SD-Hauptamt nach Berlin versetzt und am 20. April 1938 als Abteilungsleiter zum SS-Hauptsturmführer ernannt. Seine wichtigste Aufgabe bestand in der Erstellung von politischen Berichten.
Kurz vor Beginn des Zweiten Weltkrieges wurde Schmitt nach Wiesbaden versetzt, wo er den Straßenbau durch die Organisation Todt beaufsichtigte.
Am 23. September 1939 heiratete Schmitt die am 5. April 1914 in Hoboken (New Jersey) geborene Ilse Birkholz.
Im Verlauf seiner SS-Karriere erhielt Schmitt den Ehrendegen des Reichsführers-SS und den Totenkopfring der SS.
Kurz nach der Besetzung Belgiens durch die Wehrmacht kam Schmitt am 1. August 1940 als SS-Sturmbannführer zum SD nach Brüssel. Noch im selben Monat erhielt er den Auftrag, das Fort Breendonk als sogenanntes Auffanglager einzurichten, dessen Leitung er am 20. September 1940 übernahm. Er blieb bis November 1943 Kommandant dieses Lagers, in dem er ein brutales Regime führte und zum Schrecken der Gefangenen wurde. Nach teils unbestätigten Aussagen nach Kriegsende seien ihm sogar seine eigenen Kameraden aus dem Weg gegangen, wenn er zur Visite aus Brüssel kam. Schmitt war auch berüchtigt für seinen ihn ständig begleitenden Schäferhund, den er auch auf Gefangene hetzte. Selbst gewalttätig wurde er, wenn er betrunken war. Züchtigungen oder Bestrafungen von Gefangenen überließ er seinem ebenfalls äußerst brutalen Assistenten SS-Untersturmführer Arthur Prauss.
Als im Juli 1942 das SS-Sammellager Mechelen für Juden und Zigeuner errichtet wurde, übernahm Schmitt dessen Leitung. Dieses für die Deportation in die Vernichtungslager dienende Sammellager kommandierte er neben dem Auffanglager im Fort Breendonk. Schmitt wurde allerdings im April 1943 wieder abgesetzt und vom Chef des Reichssicherheitshauptamtes (RSHA), Ernst Kaltenbrunner, scharf getadelt, da er in Schwarzhandelsgeschäfte mit Juden verwickelt war. Sein Nachfolger in Mechelen war SS-Sturmbannführer Karl Schönwetter.
Im November 1943 wurde Schmitt auch als Kommandant von Breendonk abgesetzt. Auch hier übernahm Schönwetter seine Nachfolge. Nach kurzer Krankheit kam Schmitt nach Dänemark, um hier an der Bekämpfung des dortigen Widerstandes gegen die deutsche Besatzung teilzunehmen. Seine Frau wurde an die Berliner Gestapo-Zentrale versetzt.
In den letzten Gefechten des Krieges erlitt Schmitt an der Westfront nahe Roermond eine schwere Beinverletzung durch ein Artilleriegeschoss. Im Mai 1945 wurde er in den Niederlanden verhaftet. In einem Rotterdamer Gefängnis erkannte ihn Paul Levy, ehemaliger Häftling in Breendonk. Am 20. November 1945 lieferten ihn die Niederlande an Belgien aus. Dort wurde er in dem nun als Internierungslager für Kollaborateure genutzten Fort Breendonk inhaftiert. Ehemalige Häftlinge rächten sich dort durch Demütigungen an ihrem früheren Aufseher.
Vom Militärgericht Antwerpen wurden Schmitt neben anderen Delikten 83 Morde zur Last gelegt, die er zwar nicht persönlich begangen hatte, für die er jedoch als Lagerkommandant verantwortlich war. Die Verhandlung begann am 2. August 1949 und endete am 25. November 1949 mit der Verkündung des Todesurteils. Die Berufung gegen das Urteil wurde ebenso abgewiesen wie ein Gnadengesuch. Schmitt wurde am 8. August 1950 um 6.00 Uhr in der ehemaligen Militärbäckerei in Hoboken (heute Stadtteil von Antwerpen) durch ein Kommando der belgischen Gendarmerie erschossen. Schmitt war der letzte Angeklagte, der in Belgien hingerichtet wurde, bevor Belgien die Anwendung der Todesstrafe zunächst aussetzte und sie 1996 abgeschafft wurde.